# Centro de Investigación y Documentación Chile-América Latina
El Centro de Investigación y Documentación Chile-América Latina o FDCL (por sus siglas en alemán: Forschungs- und Dokumentationszentrum Chile-Lateinamerika) es una organización sin fines de lucro fundada en 1974 en Berlín. Se dedica a la labor de solidaridad con América Latina en temas tales como la defensa de los derechos humanos y la lucha contra la represión e impunidad.
El FDCL cuenta con un archivo especializado en América Latina. Además, organiza eventos públicos, seminarios, reuniones y campañas relacionadas con el trabajo de educación, información y cabildeo para ayuda exterior en América Latina y el Caribe. Algunos de sus sectores prioritarios incluyen el comercio, la agricultura y las materias primas.
Bajo el enfoque regional en América Latina y el Caribe, el FDCL se ocupa de los diversos aspectos de la globalización y el entorno internacional para el desarrollo en el contexto de las denominadas relaciones Norte-Sur. 
Desde su creación, el FDCL está asociado con Lateinamerika Nachrichten, una revista mensual sobre América Latina.

## Publicaciones
- Forschungs- und Dokumentationszentrum Chile-Lateinamerika (Hrsg.): Amazonien: Stadt, Land, Fluss : das größte zusammenhängende Regenwaldgebiet der Erde zwischen Schutz und Nutzung, herausgegeben von Aktionsgemeinschaft Solidarische Welt ASW / Forschungs- und Dokumentationszentrum Chile-Lateinamerika FDCL, Berlín 2009, ISBN 978-3-923020-45-4.